# Polvoritzador

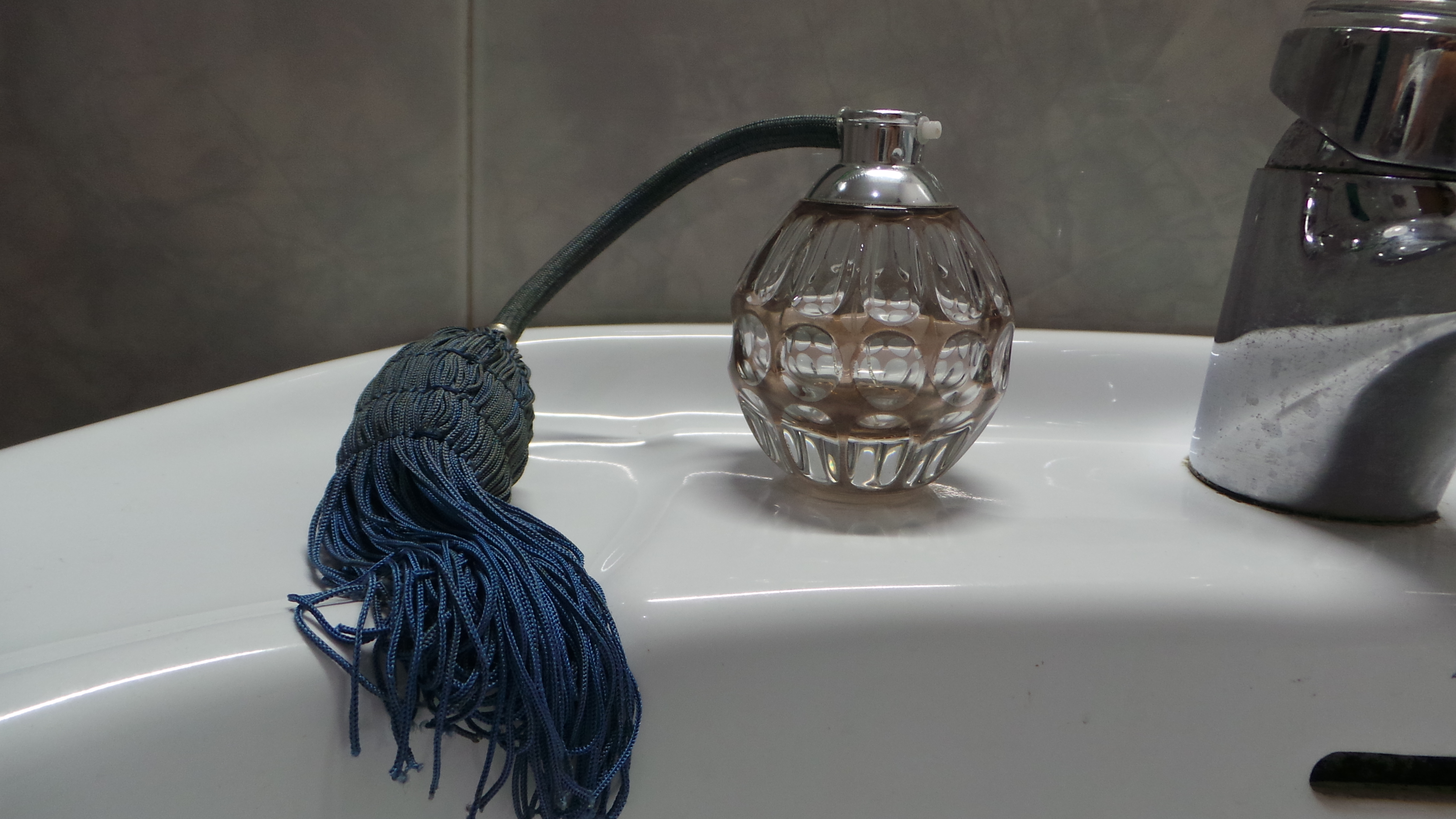
Exemple d'un polvoritzador

Un polvoritzador o atomitzador és un estri que s'empra per a generar una fina polvorització d'un líquid, mitjançant una bomba manual (de pera de goma o d'èmbol), basant-se en l'aspiració deguda a l'efecte Venturi.

## Principi de funcionament

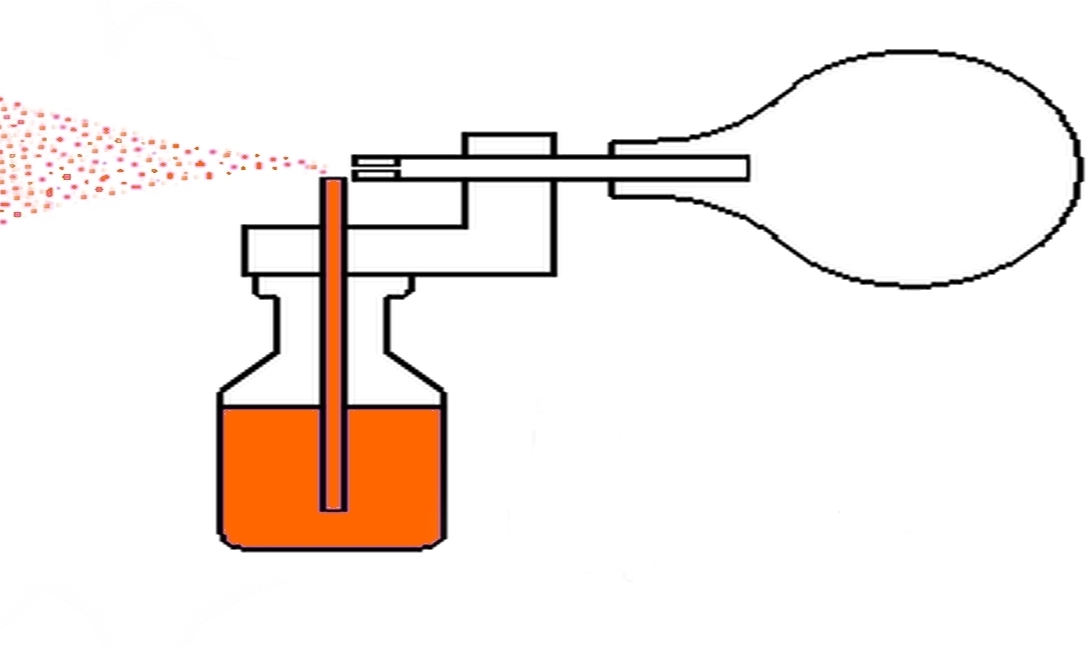
Principi de funcionament d'un polvoritzador

Quan s'injecta aire a pressió a través d'un tub que disminueix de secció, experimenta una acceleració, fet que genera una reducció de la pressió en el punt més estret (a causa del principi de Bernoulli).
La zona de pressió més baixa absorbeix, a través d'un altre tub estret, el líquid del recipient inferior, degut a la diferència de pressió existent entre els dos punts, i el projecta cap endavant en forma d'una fina pluja de petites gotes (no d'àtoms malgrat el nom). De fet, el recipient pot estar col·locat en qualsevol posició, sempre que el líquid arribi a l'orifici de sortida.

## Ús
Els atomitzadors s'utilitzen per a ruixar perfums i productes de neteja. També s'usa en aplicacions en l'entorn agrícola, on s'utilitzen per a realitzar aplicacions fitosanitàries. A nivell industrial per a l'aplicació de pintura, en els carburadors i sistemes d'injecció de combustible, o en instal·lacions d'assecatge per atomització.